# 沃伯格狸藻
沃伯格狸藻（學名：Utricularia warburgii）為狸藻属陸生食虫植物。其种加词“warburgii”来源于德国植物学家O·沃伯格（O. Warburg）。其为中国的特有种，生長在海拔900公尺光線充足的潮濕草地。其与長距狸藻（U. caerulea）之间存在近缘关系。
春季，沃伯格狸藻可长达5到20公分。花莖具2至6朵蓝紫色花朵，尺寸為8毫米，而且在花冠喉部上帶有黃色的斑點。
沃伯格狸藻的栽培不會很難，也和一般栽培其它陸生狸藻類似。植株最好是種植於混合泥炭與沙土中，基质需长期保持湿润，並且放置在明亮处。

## 外部連結
- 食虫植物照片搜寻引擎中沃伯格狸藻的照片 （页面存档备份，存于）

 维基共享资源上的相關多媒體資源：沃伯格狸藻
 維基物種上的相關：沃伯格狸藻